# Джевце (Любуське воєводство)
Джевце (пол. Drzewce) — село в Польщі, у гміні Тожим Суленцинського повіту Любуського воєводства. Населення — 145 осіб (2011).
У 1975—1998 роках село належало до Зеленогурського воєводства.

## Демографія
Демографічна структура станом на 31 березня 2011 року:
|          | Загалом | Допрацездатний вік | Працездатний вік | Постпрацездатний вік |
| -------- | ------- | ------------------ | ---------------- | -------------------- |
| Чоловіки | 80      | 16                 | 52               | 12                   |
| Жінки    | 65      | 10                 | 41               | 14                   |
| Разом    | 145     | 26                 | 93               | 26                   |